# Южный магнитный полюс

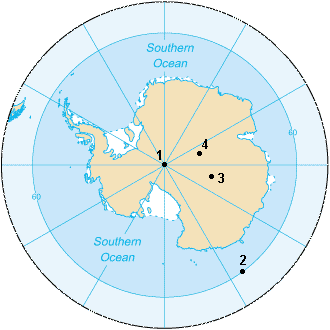
1. Южный полюс
2. Южный магнитный полюс (2007)
3. Южный геомагнитный полюс
4. Южный полюс недоступности

Южный магни́тный по́люс — условная точка в южной полярной области земной поверхности, в которой магнитное поле Земли направлено строго вертикально вверх (под углом 90° к поверхности). С физической точки зрения этот полюс является «северным», поскольку притягивает южный полюс стрелки компаса.

## Расположение
Расположение Южного магнитного полюса не совпадает с географическим Южным полюсом. Магнитный полюс в настоящее время лежит на краю Антарктиды.
Экспедиции по прямому определению местоположения магнитного полюса в Южном полушарии проходили в 1841, 1909, 1912, 1952, 2000 и 2020 годах.
Противоположностью южного магнитного полюса является Северный магнитный полюс, который до недавнего времени был расположен к северу от Канады, однако в начале XXI века стал с ускорением двигаться в сторону России, приближаясь к Таймыру. В связи с несимметричностью магнитного поля Земли, магнитные полюса не являются антиподальными точками.
| Северный магнитный полюс | (2001) 81°18′ с. ш. 110°48′ з. д. | (2004) 82°18′ с. ш. 113°24′ з. д. | (2005) 82°42′ с. ш. 114°24′ з. д.       | (2010) 85°00′00″ с. ш. 132°36′00″ з. д. | (2012) 85°54′00″ с. ш. 147°00′00″ з. д. |
| Южный магнитный полюс    | (1998) 64°36′ ю. ш. 138°30′ в. д. | (2004) 63°30′ ю. ш. 138°00′ в. д. | (2007) 64°29′49″ ю. ш. 137°41′02″ в. д. | (2010) 64°24′00″ ю. ш. 137°18′00″ в. д. | (2012) 64°24′00″ ю. ш. 137°06′00″ в. д. |

## История
В первой Русской антарктической экспедиции 1819—1821 годов профессор Казанского университета И. М. Симонов проводил магнитные наблюдения, определения девиации компасов на различных курсах корабля. Его данные послужили экспериментальной основой для определения местоположения Южного магнитного полюса. Результаты выполненных измерений были использованы Беллинсгаузеном для вычисления положения Южного магнитного полюса. По его расчётам полюс располагался в точке с координатами 76° ю.ш. и 142°30′ в.д. Шлюпы «Восток» и «Мирный» обогнули Антарктиду, выполнив 146 измерений магнитного склонения. 
Эти материалы не включили в отчёт экспедиции для морского ведомства, но в 1830 году результаты измерений были опубликованы в «Казанском вестнике». Через несколько лет К. Гаусс перевёл эту статью на немецкий, а в 1840 году запросил через И. Ф. Крузенштерна у Ф. Ф. Беллинсгаузена материалы экспедиционных измерений и рассчитал по ним положение Южного магнитного полюса.
Эти расчеты были подтверждены после возвращения из плавания близ Антарктиды Джеймса Росса, который в 1841 году определил местоположение магнитного полюса Южного полушария Земли (75°05′00″ ю. ш. 154°08′00″ в. д.) находящегося в Антарктиде, пройдя в 250 км от него.
Магнитный полюс в Южном полушарии впервые был достигнут 15 января 1909 года Дэвидом, Моусоном и Маккеем из экспедиции Э. Г. Шеклтона: в точке с координатами 72°25′00″ ю. ш. 155°16′00″ в. д. магнитное наклонение отличалось от 90° менее, чем на 15'.
В 1983 году состоялась экспедиция в южные широты: два океанографических исследовательских судна «Адмирал Владимирский» и «Фаддей Беллинсгаузен» отправились по маршруту русской антарктической экспедиции на шлюпах «Восток» и «Мирный» (1819—1821 годы). В рамках этой экспедиции было определено местонахождение точки Южного магнитного полюса: 65°10′ ю. ш. 138°40′ в. д..
В середине XX века, двигаясь в сторону Австралии, Южный магнитный полюс покинул Антарктиду, и на 2022 год располагался по координатам 64°00′ ю. ш. 135°36′ в. д..

## Южный геомагнитный полюс

Земля как магнитный диполь

Южный геомагнитный полюс — точка в южном полушарии, где ось магнитного диполя (представляющего собой основную компоненту разложения магнитного поля Земли по мультиполям) пересекает поверхность Земли. На 2005 год он был расположен в точке с координатами 79°44′ ю. ш. 108°13′ в. д., недалеко от станции Восток.
Поскольку магнитный диполь является лишь приближённой моделью магнитного поля Земли, геомагнитные полюса несколько отличаются по своему расположению от истинных магнитных полюсов, в которых магнитное наклонение равно 90°.